# Vuelta a Segovia

La Vuelta a Segovia es una competición ciclista amateur por etapas que se celebra en la provincia española de Segovia, durante el mes de junio.

## Palmarés
| Año       | Ganador                     | Segundo                    | Tercero                      |
| --------- | --------------------------- | -------------------------- | ---------------------------- |
| 1963      | Vicente López Carril        |                            |                              |
| 1964      | José Gómez Lucas            |                            |                              |
| 1965      | Pablo Sánchez García        |                            |                              |
| 1966      | Daniel Yuste                |                            |                              |
| 1967      | Pablo Suárez Vázquez        |                            |                              |
| 1968      | José Alcibar                |                            |                              |
| 1969      | Juan Zurano                 |                            |                              |
| 1970      | Andrés Oliva                |                            |                              |
| 1971      | Carlos Melero               |                            |                              |
| 1972      | Agustín Tamames             | Domingo Perurena           | José Manuel López Rodríguez  |
| 1973      | Domingo Perurena            | Javier Francisco Elorriaga | Jaime Huelamo                |
| 1974      | José Grande Sánchez         | Juan Manuel Santisteban    | Jaime Huelamo                |
| 1975      | Javier Francisco Elorriaga  | Tomás Nistal               | José Gómez Lucas             |
| 1976      | Andrés Oliva                | Faustino Fernández         | Carlos Ocaña                 |
| 1977      | Miguel María Lasa           | Anastasio Greciano         | Fernando Cabrero             |
| 1978      | Luis Alberto Ordiales       | José Luis Mayoz            | Antonio Abad Collado         |
| 1979      |                             |                            |                              |
| 1980      |                             |                            |                              |
| 1981      |                             |                            |                              |
| 1982      |                             |                            |                              |
| 1983      | Francisco Javier Cedena     |                            |                              |
| 1984      | Luis Francisco Espinosa     |                            |                              |
| 1985      | José Rodríguez García       |                            |                              |
| 1986      | José Antonio Ibáñez         |                            |                              |
| 1987      | José Antonio Miralles       |                            |                              |
| 1988      | Juan Carlos Martín Martínez |                            |                              |
| 1989      | Francisco Prieto            |                            |                              |
| 1990      | José María David            |                            |                              |
| 1991      | Víctor Gómez Gutiérrez      | José María David           | Francisco Hernán             |
| 1992      | Jorge Casillas              | Sergei Savinotchkine       | Grigore Istchenko            |
| 1993      | Joaquín Migueláñez          | Manuel Rodríguez Gil       | Jordi Gilabert               |
| 1994      | Raido Kodannipork           | Francisco Sánchez Vaquero  | Jaime Martínez Bajo          |
| 1995      | Aitor Asla                  | Roberto Merino             | Fernando Martín García       |
| 1996      | Francisco Javier Simón      | Juan Jesús Salinero        | Juan Maxi Marina             |
| 1997      | Koldo Gil                   | David Hernández Cabrerizo  | Francisco Castillo           |
| 1998      | José Antonio Garrido        | Manuel Fernández Sastre    | Óscar García Lago            |
| 1999      | Pablo de Pedro              | Rafael Iván Pertegás       | Javier Gilmartín             |
| 2000      | Rafael Mila                 | Andoni Aranaga             | Alberto Sanchidrián          |
| 2001      | Roger Lucia                 | Antonio Alcañiz            | Juan Miguel González Gallego |
| 2002      | Pablo de Pedro              | Víctor Castro              | Juan José Abril              |
| 2003      | Rafael Rodríguez Segarra    | Antonio Arenas Merchán     | Rubén Martín García          |
| 2004      | Juan José Abril             | Alberto Martín             | Antonio Arenas Merchán       |
| 2005      | Juan José Abril             | Oleg Chuzhda               | Javier Sáez                  |
| 2006      | Javier Chacón               | Antonio Piedra             | Pablo Hernán Marcosano       |
| 2007      | Félix Vidal Celis           | José Francisco López       | Luis Romero Amaran           |
| 2008      | Vladimir Shchekunov         | Francisco Cordón           | José Ángel Rodríguez         |
| 2009      | Alexander Ryabkin           | Egor Korolev               | Gustavo Rodríguez            |
| 2010      | Raúl Alarcón                | Jon Pardo                  | Samuel Nicolás               |
| 2011      | Reuben Donati               | Joaquín López              | Samuel Nicolás               |
| 2012      | Diego Ochoa                 | Unai Iparragirre           | Arturo Mora                  |
| 2013      | Pedro García Peñarrubia     | Oleg Chuzhda               | Rubén Sánchez                |
| 2014      | Cédric Verbeken             | Sergio Miguez              | Miguel Ángel Aguilera        |
| 2015      | José Luis Cobo              | David Galarreta            | Alexander Unzueta            |
| 2016      | Gonzalo Serrano             | Aser Estévez               | José Daniel Viejo            |
| 2017      | Willie Smit                 | Gonzalo Serrano            | Mauricio Moreira             |
| 2018      | Eusebio Pascual             | Sebastián Mora             | Antonio Jesús Soto           |
| 2019      | Sergio Martín               | Tomas Contte               | Jorge Martín Montenegro      |
| 2020-2021 | no se disputó               |                            |                              |
| 2022      | Egor Igoshev                | Eric Fagúndez              | Ilia Schegolkov              |

## Palmarés por países
| País      | Victorias |
| --------- | --------- |
| España    | 47        |
| Rusia     | 3         |
| Colombia  | 1         |
| Australia | 1         |
| Bélgica   | 1         |
| Sudáfrica | 1         |